# Novosad
Novosad (Hongaars: Bodzásújlak) is een Slowaakse gemeente in de regio Košice, en maakt deel uit van het district Trebišov.
Novosad telt 1.005 inwoners.